# Mini Print Internacional de Cadaqués
El Mini Print Internacional de Cadaqués és un concurs de gravat obert a totes les tendències i tècniques d'estampació, on hi participen artistes de tot el món. El concurs es convoca cada any i reuneix anualment uns 650 artistes procedents d'una cinquantena de països d'arreu del món. A part de l'exposició que anualment es fa al Taller Galeria Fort de Cadaqués, des del 1992 el Mini Print també es presenta a Anglaterra i França.
La Galeria Fort, creada per Pasqual Fort i Mercè Barberà al 1964, es va instal·lar inicialment a Tarragona (1964-1973), on exposaren tant artistes de gran renom (Miró, Rouault…), com joves promeses del Camp de Tarragona. El 1965, Pasqual Fort va instal·lar un taller a Nova York; va ser premiat pel Museu de Brooklyn i becat per l'Institute of International Education en reconeixement de la seva tasca com a artista i promotor d'avantguarda. L'any 1973, es van establir a Barcelona i a Cadaqués, i el 1981 van concebre i portar a terme el primer premi Mini Print Internacional de Cadaqués, un certamen que ha esdevingut de referència en el món del gravat.
El juny de 2016 es van donar tots els gravats guanyadors a la Biblioteca de Catalunya.